# 베이징 지하철 S1선
베이징 지하철 S1선(중국어 간체자: 北京地铁S1线, 병음: Běijīng dìtiě S1 xiàn)은 중국 베이징시에서 운행하는 자기부상열차 노선이다. 공정 명칭으로는 베이징시 중저속 자기부상교통 시범선(北京市中低速磁浮交通示范线), 계획 명칭으로는 (교외 철도) 먼터우거우선(门头沟线), 다타이선(大台线)으로 불리었다. 이 노선은 베이징의 성구(城区)와 먼터우거우구 간을 서쪽의 스창에서 동쪽의 핑궈위안까지 연결하며, 1호선, 6호선과 환승된다. 먼터우거우 선의 총 길이는 10.2 km이며, 모두 고가이다. 8개의 역이 있으며, 차량기지는 시먼잉(石门营)에 위치한다. 2017년 12월 30일에 핑궈위안역 외 7개의 역이 개장했고, 2018년 진안차오역이 6호선 서부 연장선과 환승하게 된다.

## 역사
처음에는 징먼 철로를 이용하여 우루역(五路站)에서 먼터우거우구(门头沟区) 먼청진(门城镇)까지 교외 철도 S1선을 운영 할 계획이었다. 재배치 계획 후 징먼 철로 옆에 새로운 중저속 자기 부상 노선 먼터우거우 선(门头沟线) 계획을 구축하였다. 그러나 자기 부상으로 인한 방사선 및 소음에 대한 우려 때문에, 인근 주민들이 이 노선에 대해 반대했는데, 시험에 따르면, 저속 자기 부상의 소음은 매우 적고 방사 강도는 텔레비전보다 작아, 서쪽 구간의 건설에는 영향을 미치지 않았으나, 동쪽 구간은 역량 부족으로 인해 6호선 서부 구간으로 대체되었다.
이 프로젝트는 2011년 2월 28일에 시작되었으나, 자기부상열차에 대한 논쟁 및 심사 비준 등으로 인해 실질적인 업무가 지연되었다.。2013년 11월, 프로젝트의 타당성 조사 보고서는 베이징 개발 개혁위원회(도시 철도 교통 승인 권한이 국가 개발 개혁위원회에 의해 주정부 투자 당국에 위임되기 전)에 의해 승인되었으며,
노선 위에 중저속 자기 부상 기술을 보유한 베이징 제어 그룹(北控集团)은 건설을 위해 BT 방식을 사용하기로 결정했다.
2017년 9월 20일, 자기부상철도 S1선은 영업 운행에 앞서 시운전을 실시했다. 12월 30일, 핑거위안역 외 7개 역 노선이 개통했다.
2021년 7월 21일 0시, S1선 진안차오역에서 핑궈위안역까지 교량이 연결되었다. 2021년 12월 31일 진안차오~핑궈위안 구간이 개통되었다.

## 특징
- 노선길이(영업구간): 10.2km
- 표준궤도간격: 1435mm
- 역수: 8개 역
- 복선구간: 전 노선

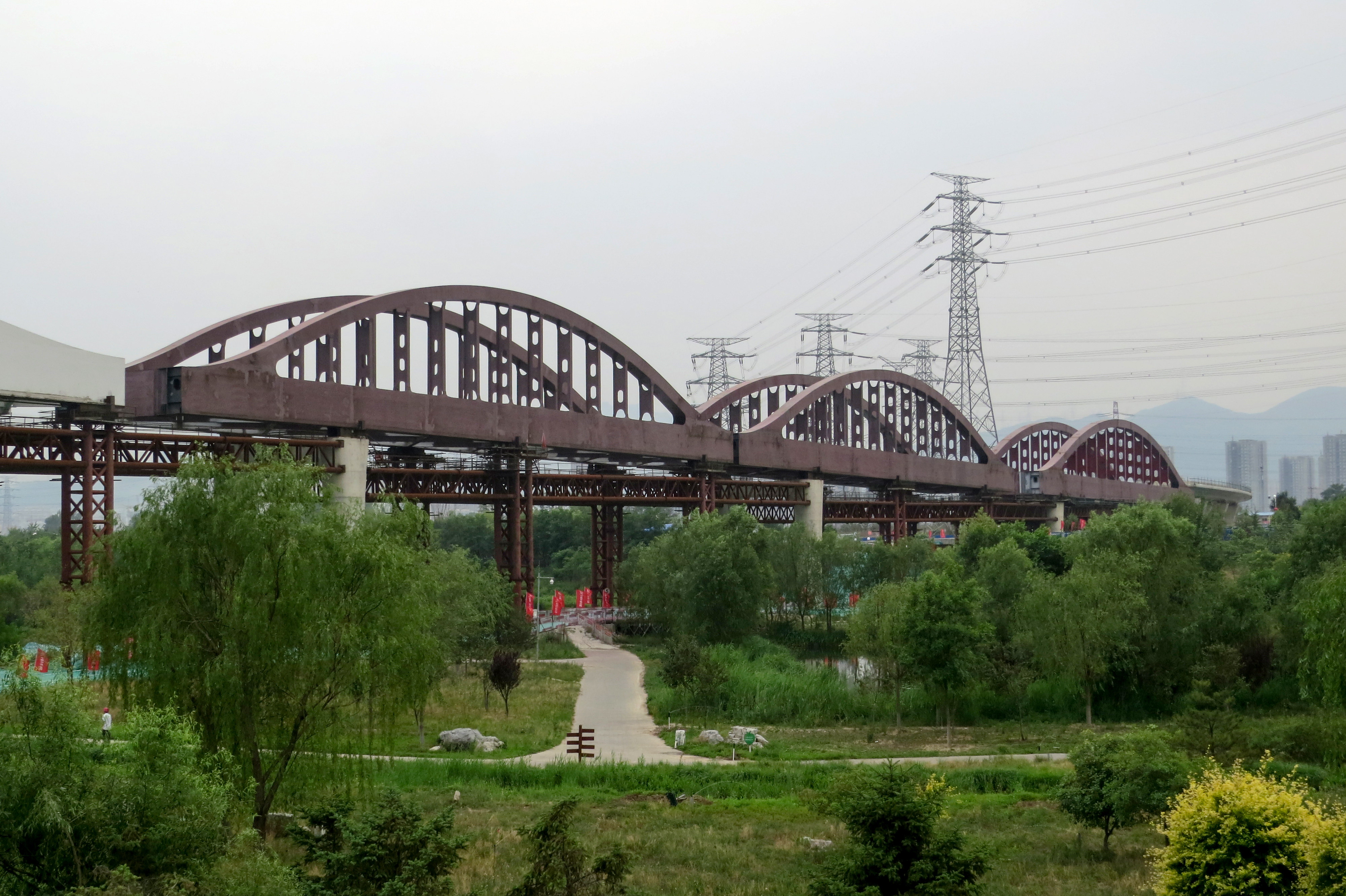
융딩허교에서 공사중인 S1선

- 전기구간: 전 노선(직류 750V 제3궤조 방식)
- 지상구간: 전 노선
- 주행방향: 우측통행

## 역목록
| 역명(한국어) | 역명(중국어) | 역명(영어)   | 접속 노선                                   | 역간 거리 | 영업 거리 | 소재지     |  |
| ------------ | ------------ | ------------ | ------------------------------------------- | --------- | --------- | ---------- |  |
|              |              |              |                                             |           |           |            |  |
| 스창         | 石厂         | Shichang     |                                             | 0.00      | 0.00      | 먼터우거우 |  |
| 샤오위안     | 小园         | Xiaoyuan     |                                             | 1.29      | 1.29      | 먼터우거우 |  |
| 리완좡       | 栗园庄       | Liyuanzhuang |                                             | 1.27      | 2.56      | 먼터우거우 |  |
| 상안         | 上岸         | Shang'an     |                                             | 1.04      | 3.60      | 먼터우거우 |  |
| 차오후잉     | 桥户营       | Qiaohuying   |                                             | 1.08      | 4.68      | 먼터우거우 |  |
| 쓰다오차오   | 四道桥       | Sidaoqiao    |                                             | 0.84      | 5.52      | 먼터우거우 |  |
| 진안차오     | 金安桥       | Jin'anqiao   | ■ 베이징 지하철 6호선                       | 2.73      | 8.25      | 스징산     |  |
| 핑궈위안     | 苹果园       | Pingguoyuan  | ■ 베이징 지하철 1호선 ■ 베이징 지하철 6호선 | 1.58      | 9.83      | 스징산     |  |
|              |              |              |                                             |           |           |            |  |

## 같이 보기
- 베이징 지하철